# Acide phlorétique
L'acide phlorétique est un composé aromatique de la famille des phénylpropanoïdes, de formule C9H10O3.

## Métabolisme
L'enzyme phlorétine hydrolase catalyse la réaction entre la phlorétine et l'eau, produisant le phlorétate et le phloroglucinol.
On le trouve par exemple dans la panse des moutons nourris au foin, produit par l'hydrogénation de la chaîne 2-propénoïque de l'acide paracoumarique. C'est aussi un métabolite urinaire de la tyrosine chez le rat.

## Utilisations
L'acide phlorétique peut être utilisé avec l'acide gallique pour produire des polyesters.